# Młoda Liga
Młoda Liga – siatkarskie rozgrywki młodzieżowe w Polsce, organizowane od sezonu 2010/2011 i rozwiązane w 2017. Każdy klub PlusLigi miał obowiązek utrzymywania ekipy młodzieżowej. W Młodej Lidze mogli występować zawodnicy, którzy nie ukończyli 23 lat. Drużyny rywalizowały o mistrzostwo Młodej Ligi w fazie zasadniczej oraz od sezonu 2011/2012 w fazie play-off. Każda z drużyn rozgrywała z każdą dwa mecze - u siebie i na wyjeździe. Za jej prowadzenie odpowiadała Profesjonalna Liga Piłki Siatkowej S.A. (PLPS S.A.).

## Historia
Rozgrywki mężczyzn rozpoczęły się 2 października 2010 a kobiece w październiku 2014.
Pierwszym zwycięzcą Młodej Ligi w sezonie 2010/11 została drużyna Asseco Resovii Rzeszów.
Od sezonu 2016/2017 rozgrywki przekształcono w oficjalne Młodzieżowe mistrzostwa Polski do lat 23
| Sezon     | 1. miejsce             | 2. miejsce             | 3. miejsce             |
| --------- | ---------------------- | ---------------------- | ---------------------- |
| 2010/2011 | Asseco Resovia Rzeszów | PGE Skra Bełchatów     | Delecta Bydgoszcz      |
| 2011/2012 | Delecta Bydgoszcz      | PGE Skra Bełchatów     | Asseco Resovia Rzeszów |
| 2012/2013 | Lotos Trefl Gdańsk     | SMS PZPS Spała         | ZAKSA Kędzierzyn-Koźle |
| 2013/2014 | SMS PZPS Spała         | Asseco Resovia Rzeszów | Lotos Trefl Gdańsk     |
| 2014/2015 | Czarni Radom           | ZAKSA Kędzierzyn-Koźle | Transfer Bydgoszcz     |
| 2015/2016 | Jastrzębski Węgiel     | Czarni Radom           | Lotos Trefl Gdańsk     |
| 2016/2017 | Czarni Radom           | BBTS Bielsko-Biała     | MOS Wola Warszawa      |

## Klasyfikacja medalowa
| Msc | Klub                   | złoto | srebro | brąz | Razem |
| --- | ---------------------- | ----- | ------ | ---- | ----- |
| 1.  | Asseco Resovia Rzeszów | 1     | 1      | 1    | 3     |
| 2.  | SMS PZPS Spała         | 1     | 1      | –    | 2     |
| 2.  | Czarni Radom           | 1     | 1      | -    | 2     |
| 4.  | Delecta Bydgoszcz      | 1     | –      | 2    | 3     |
| 4.  | Lotos Trefl Gdańsk     | 1     | –      | 2    | 3     |
| 6.  | Jastrzębski Węgiel     | 1     | -      | -    | 1     |
| 7.  | PGE Skra Bełchatów     | –     | 2      | –    | 2     |
| 8.  | ZAKSA Kędzierzyn-Koźle | –     | 1      | 1    | 2     |

## Młoda Liga sezon po sezonie
| Klub                                   | I   | II  | III | IV  | V   | VI  |
| -------------------------------------- | --- | --- | --- | --- | --- | --- |
| AZS Częstochowa                        | 9   | 6   | 6   | 8   | 11  | 13  |
| AZS Olsztyn                            | 5   | 10  | 10  | 5   | 5   | 6   |
| AZS Politechnika Warszawska            | 6   | 7   | 5   | 9   | 14  | 11  |
| BBTS ATH Bielsko-Biała                 | 999 | 999 | 999 | 12  | 7   | 5   |
| Cuprum Lubin                           | 999 | 999 | 999 | 999 | 8   | 12  |
| Czarni Radom                           | 999 | 999 | 999 | 11  | 1   | 2   |
| Delecta Bydgoszcz / Transfer Bydgoszcz | 3   | 1   | 8   | 10  | 3   | 7   |
| Fart Kielce / Effector Kielce          | 8   | 8   | 11  | 6   | 10  | 10  |
| Jastrzębski Węgiel                     | 4   | 4   | 9   | 7   | 9   | 1   |
| MKS Będzin                             | 999 | 999 | 999 | 999 | 8   | 9   |
| Resovia                                | 1   | 3   | 4   | 2   | 6   | 8   |
| Siatkarz Wieluń                        | 10  | 999 | 999 | 999 | 999 | 999 |
| Skra Bełchatów                         | 2   | 2   | 7   | 13  | 13  | 14  |
| SMS PZPS Spała                         | 999 | 999 | 2   | 1   | 999 | 999 |
| Trefl Gdańsk                           | 999 | 9   | 1   | 3   | 4   | 3   |
| ZAKSA Kędzierzyn-Koźle                 | 7   | 5   | 3   | 4   | 2   | 4   |